# Завод етилацетату в Таррагоні
Завод етилацетату в Таррагоні – колишній виробничий майданчик хімічного спрямування на північному сході Іспанії.
В 1975 році компанія Unión Explosivos Río Tinto (ERT) ввела в дію у південній промисловій зоні Таррагони виробництво етилацетату, для синтезу якого необхідні етанол та оцтова кислота (можливо відзначити, що за два роки до того вона запустила в Таррагоні завод азотної кислоти). 
В тих же 1970-х компанія Industrias Químicas Asociadas (IQA) почала випускати в Таррагоні етана́ль (о́цтовий альдегі́д) та оцтову кислоту (етаналь є прекурсором для оцтової кислоти). Сировиною для продукування етаналю виступав етилен, який могла постачати запущена IQA в 1960-х установка парового крекінгу. Хоча в 1982-му остання припинила роботу, проте в 1977 та 1979 роках у Таррагоні стали до ладу дві установки парового крекінгу компаній Repsol та Dow Chemical. 
З 1984-го ERT керувала заводом IQA, а в 1989-му придбала його. Таким чином, вона сконцентрувала в себе весь ланцюжок етаналь – оцтова кислота – етилацетат. 
Того ж 1989-го унаслідок злиття ERT та SA Cros виник концерн Ercros, що невдовзі потрапив у скрутне фінансове становище. Хоча йому довелось поступитись частиною бізнесів, проте він все-таки зміг відновити діяльність і утримав за собою комплекс у Таррагоні. 
В 2009 – 2011 роках майданчик припинив випуск хімічної продукції (та продовжив діяльність в галузі забезпечення інших підприємств парою, охолодженою водою, стисненим повітрям, дистильованою водою, а також з надання послуг очистки стічних вод). На момент зупинки виробнича потужність заводу становила 90 тисяч тонн етаналю та 85 тисяч тонн етилацетату на рік.